# 29220 Xavierbaptista
29220 Xavierbaptista è un asteroide della fascia principale. Scoperto nel 1992, presenta un'orbita caratterizzata da un semiasse maggiore pari a 3,0071991 UA e da un'eccentricità di 0,1220911, inclinata di 8,55415° rispetto all'eclittica.